# NGC 7569
NGC 7569 ist eine linsenförmige Galaxie vom Hubble-Typ S0/P im Sternbild Pegasus. Sie ist schätzungsweise 298 Millionen Lichtjahre von der Milchstraße entfernt.
Das Objekt wurde am 6. September 1886 von Lewis Swift entdeckt.